# Emil Otto von Gemmingen-Guttenberg
Emil Otto von Gemmingen-Guttenberg (* 4. Juni 1880 in Mannheim; † 25. April 1945 in Berlin) war zu Zeiten des Deutschen Kaiserreichs großherzoglich-badischer Kammerherr und später Ministerialdirektor beim Reichsrechnungshof in Berlin.

## Leben

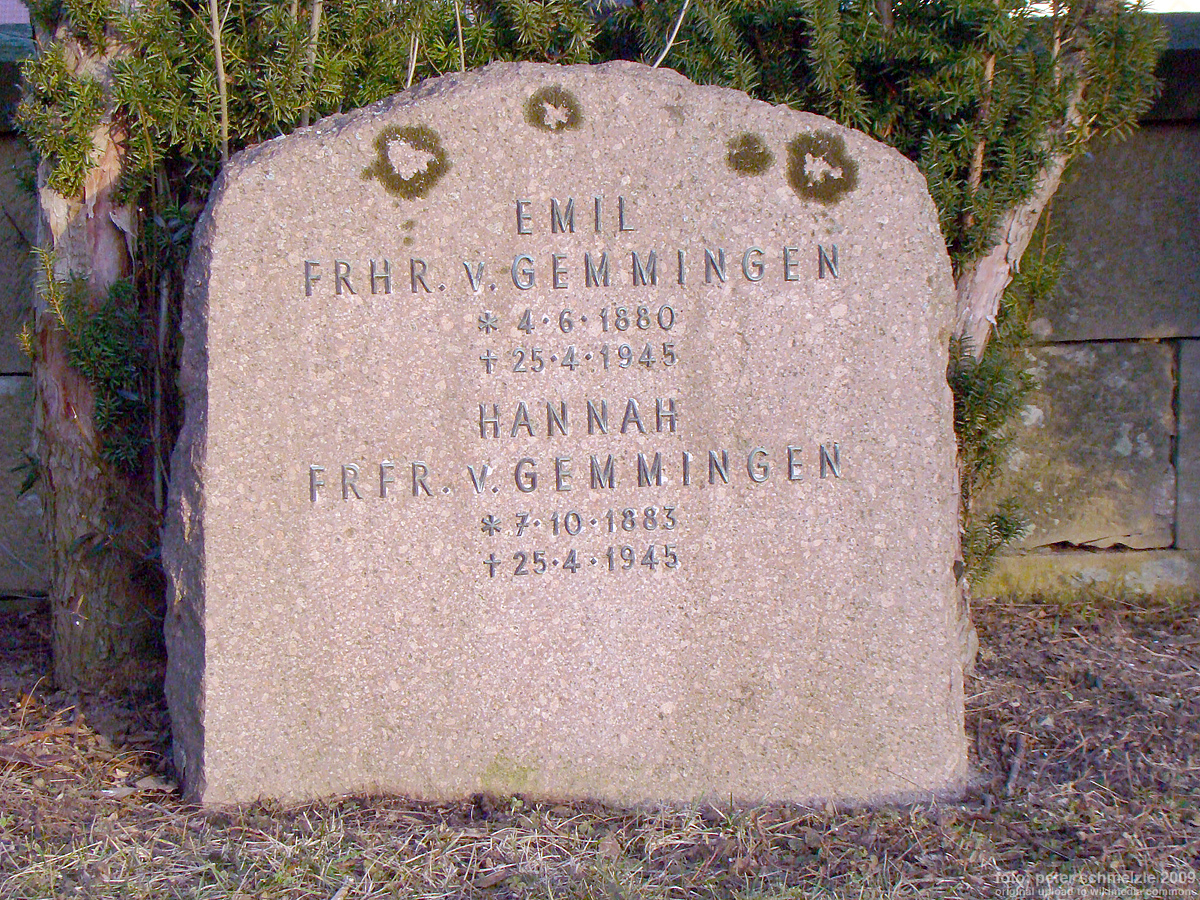
Grabmal von Emil Otto von Gemmingen und seine Gattin Hannah in Fürfeld

Er entstammte dem deutschen Haus des Unterzweigs Fürfeld der Linie Guttenberg-Fürfeld der Freiherren von Gemmingen und war Sohn des Mannheimer Kaufmanns Rudolf von Gemmingen-Guttenberg (1846–1917) und der Kathi Strecker († 1929). Er wuchs in Mannheim auf und besuchte dort auch die Schule. Während seines Studiums wurde er 1898 Mitglied der Burschenschaft Allemannia Heidelberg. Bis 1918 war er großherzoglich badischer Kammerherr. Bei der Auflösung des gemmingenschen Familienfideikommisses 1922 war er Besitzer von einem Viertel Feld und Wald des Fürfelder Hauses. 1925 trat er in den Staatsdienst und war zunächst Ministerialrat beim Reichsarbeitsministerium. 1933 wurde er Ministerialdirektor beim Reichsrechnungshof in Berlin.
1910 heiratete er Hannah Reichardt (1883–1945). Der Ehe entstammten die Kinder Hannah, verheiratete Breitenbach (* 1912, † 2005), Ursula (* 1916) und Georg Rudolf Hans Dieter (* 1918). Emil Otto und seine Frau Hannah kamen beim Einmarsch der sowjetischen Truppen nach Berlin am 25. April 1945 zu Tode. Ihr Grabmal ist auf dem Friedhof in Fürfeld erhalten.